# 泰利山
46°38′47.40″N 9°14′18.50″E / 46.6465000°N 9.2384722°E

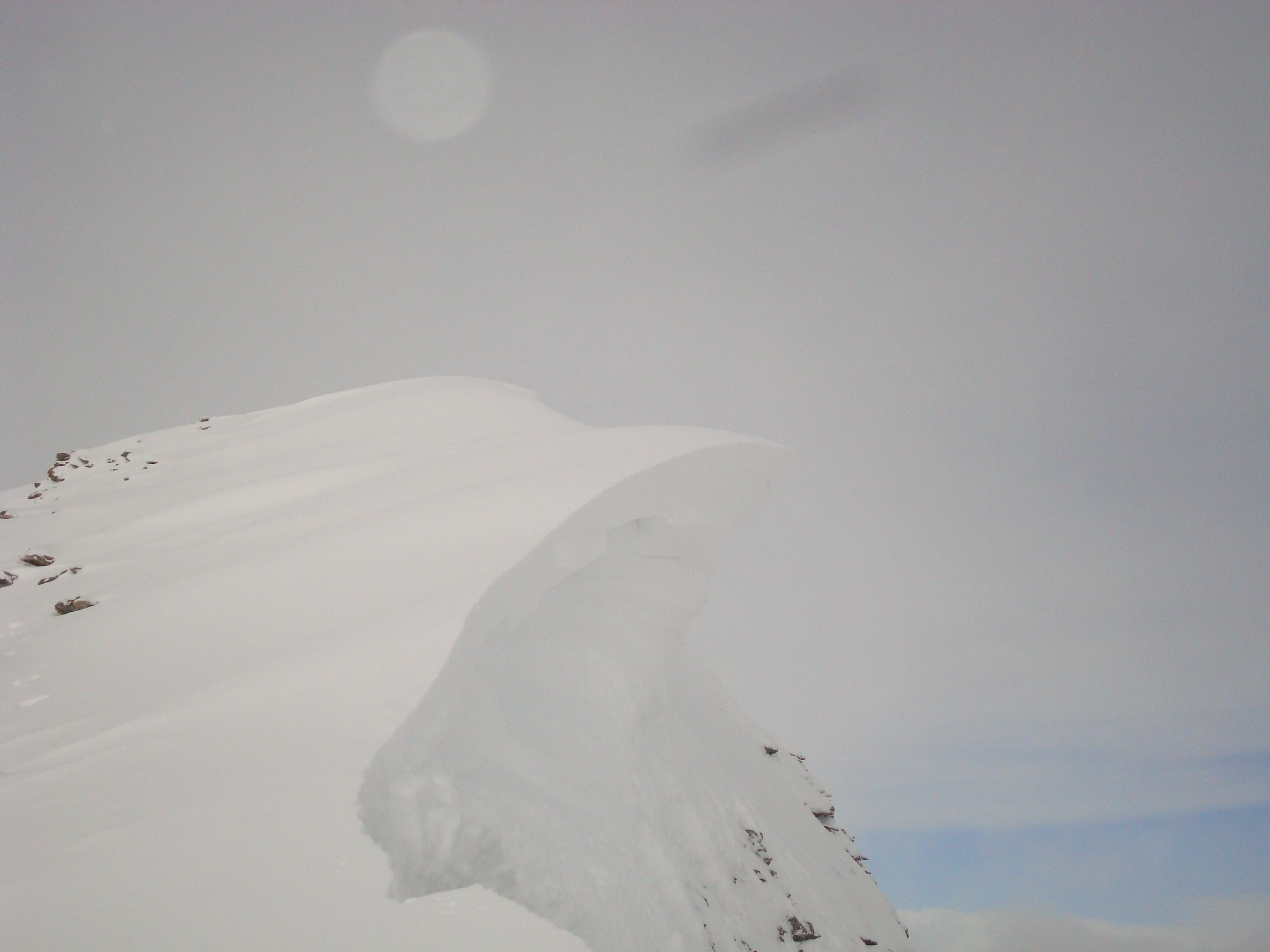

泰利山（Tällihorn），是瑞士的山峰，位於該國東南部，由格勞賓登州負責管轄，屬於阿杜拉阿爾卑斯山脈的一部分，該山峰海拔高度為2,855米。